# Roggenstorf
Roggenstorf es un municipio situado en el distrito de Mecklemburgo Noroccidental, en el estado federado de Mecklemburgo-Pomerania Occidental (Alemania), a una altura de 30 metros. Su población a finales de 2016 era de 440 habs. y su densidad poblacional, 22 hab/km².
Se encuentra ubicado cerca de las ciudades de Lübeck, Wismar y Schwerin.